# 코디 (기업)
코디(Kodi Co. Ltd.)는 대한민국의 기업이다. 본사는 경기도 용인시 수지구 광교중앙로 338에 위치해 있으며 대표이사는 김종원이다.

## 역사
2016년 합병후 사명을 코디에스에서 코디로 변경하였다.

## 상장
2010년 1월 5일에 공모가 6,000원에 상장하였다.

## 참고문헌
1. ↑  코디에스, 합병과 함께 상호 '코디'로 변경, 뉴스프라임, 2016.09.27